# НБА в сезоні 1982–1983
 Сезон НБА 1982–1983 був 37-им сезоном в Національній баскетбольній асоціації. Переможцями сезону стали «Філадельфія Севенті-Сіксерс», які здолали у фінальній серії «Лос-Анджелес Лейкерс» із «сухим» рахунком 4:0.

## Регламент змагання
Участь у сезоні брали 23 команди, розподілені між двома конференціями — Східною і Західною, кожна з яких у свою чергу складалася з двох дивізіонів.
По ходу регулярного сезону кожна з команд-учасниць провела по 82 гри (по 41 грі на власному майданчику і на виїзді).
До раунду плей-оф виходили по шість найкращих команд кожної з конференцій, причому переможці дивізіонів посідали місця угорі турнірної таблиці конференції, навіть при гірших результатах, ніж у команд з інших дивізіонів, які свої дивізіони не виграли. Плей-оф відбувався за видозміненою олімпійською системою, у першому раунді якої між собою зустрічалися команди, які зайняли відповідно четверте й п'яте, а також третє й шосте місця у кожній конференції. У другому раунді плей-оф на переможців першого раунду чекали переможець і друге місце регулярного сезону тієї ж конференції. У першому раунді переможці визначалися у серії ігор до двох перемог однієї з команд, у подальших раундах — до чотирьох перемог. Чемпіони кожної з конференцій, що визначалися на стадії плей-оф, для визначення чемпіона НБА зустрічалися між собою у Фіналі, що складався із серії ігор до чотирьох перемог.

## Регулярний сезон
Регулярний сезон тривав з 29 жовтня 1982 по 17 квітня 1983, найкращий результат по його завершенні мали «Філадельфія Севенті-Сіксерс».

### Підсумкові таблиці за дивізіонами
| Атлантичний                     | В  | П  | %П   | Відст | Дом   | Гост  | Див   |
| ------------------------------- | -- | -- | ---- | ----- | ----- | ----- | ----- |
| y-«Філадельфія Севенті-Сіксерс» | 65 | 17 | .793 | –     | 35–6  | 30–11 | 15–9  |
| x-«Бостон Селтікс»              | 56 | 26 | .683 | 9     | 33–8  | 23–18 | 14–10 |
| x-«Нью-Джерсі Нетс»             | 49 | 33 | .598 | 16    | 30–11 | 19–22 | 11–13 |
| x-«Нью-Йорк Нікс»               | 44 | 38 | .537 | 21    | 26–15 | 18–23 | 10–14 |
| «Вашингтон Буллетс»             | 42 | 40 | .512 | 23    | 27–14 | 15–26 | 10–14 |

| Центральний          | В  | П  | %П   | Відст | Дом   | Гост  | Див   |
| -------------------- | -- | -- | ---- | ----- | ----- | ----- | ----- |
| y-«Мілвокі Бакс»     | 51 | 31 | .622 | –     | 31–10 | 20–21 | 22–7  |
| x-«Атланта Гокс»     | 43 | 39 | .524 | 8     | 26–15 | 17–24 | 21–8  |
| «Детройт Пістонс»    | 37 | 45 | .451 | 14    | 23–18 | 14–27 | 19–11 |
| «Чикаго Буллз»       | 28 | 54 | .341 | 23    | 18–23 | 10–31 | 13–17 |
| «Клівленд Кавальєрс» | 23 | 59 | .280 | 28    | 15–26 | 8–33  | 8–22  |
| «Індіана Пейсерз»    | 20 | 62 | .244 | 31    | 14–27 | 6–35  | 6–24  |

| Середньо-Західний     | В  | П  | %П   | Відст | Дом   | Гост  | Див   |
| --------------------- | -- | -- | ---- | ----- | ----- | ----- | ----- |
| y-«Сан-Антоніо Сперс» | 53 | 29 | .646 | –     | 31–10 | 22–19 | 21–9  |
| x-«Денвер Наггетс»    | 45 | 37 | .549 | 8     | 29–12 | 16–25 | 17–13 |
| «Канзас-Сіті Кінгс»   | 45 | 37 | .549 | 8     | 30–11 | 15–26 | 18–12 |
| «Даллас Маверікс»     | 38 | 44 | .463 | 15    | 23–18 | 15–26 | 15–15 |
| «Юта Джаз»            | 30 | 52 | .366 | 23    | 21–20 | 9–32  | 15–15 |
| «Х'юстон Рокетс»      | 14 | 68 | .171 | 39    | 9–32  | 5–36  | 4–26  |

| Тихоокеанський              | В  | П  | %П   | Відст | Дом   | Гост  | Див   |
| --------------------------- | -- | -- | ---- | ----- | ----- | ----- | ----- |
| y-«Лос-Анджелес Лейкерс»    | 58 | 24 | .707 | –     | 33–8  | 25–16 | 21–9  |
| x-«Фінікс Санз»             | 53 | 29 | .646 | 5     | 32–9  | 21–20 | 21–9  |
| x-«Сіетл Суперсонікс»       | 48 | 34 | .585 | 10    | 29–12 | 19–22 | 14–16 |
| x-«Портленд Трейл-Блейзерс» | 46 | 36 | .561 | 12    | 31–10 | 15–26 | 16–14 |
| «Голден-Стейт Ворріорс»     | 30 | 52 | .366 | 28    | 21–20 | 9–32  | 11–19 |
| «Сан-Дієго Кліпперс»        | 25 | 57 | .305 | 33    | 18–23 | 7–34  | 7–23  |

### Підсумкові таблиці за конференціями
| #  | Східна                          | Східна | Східна | Східна | Східна |
| #  | Команда                         | В      | П      | %П     | Відст  |
| -- | ------------------------------- | ------ | ------ | ------ | ------ |
| 1  | z-«Філадельфія Севенті-Сіксерс» | 65     | 17     | .793   | –      |
| 2  | y-«Мілвокі Бакс»                | 51     | 31     | .622   | 14     |
| 3  | x-«Бостон Селтікс»              | 56     | 26     | .683   | 9      |
| 4  | x-«Нью-Джерсі Нетс»             | 49     | 33     | .598   | 16     |
| 5  | x-«Нью-Йорк Нікс»               | 44     | 38     | .537   | 21     |
| 6  | x-«Атланта Гокс»                | 43     | 39     | .524   | 22     |
|    |                                 |        |        |        |        |
| 7  | «Вашингтон Буллетс»             | 42     | 40     | .512   | 23     |
| 8  | «Детройт Пістонс»               | 37     | 45     | .451   | 28     |
| 9  | «Чикаго Буллз»                  | 28     | 54     | .341   | 37     |
| 10 | «Клівленд Кавальєрс»            | 23     | 59     | .280   | 42     |
| 11 | «Індіана Пейсерз»               | 20     | 62     | .244   | 45     |

| #  | Західна                     | Західна | Західна | Західна | Західна |
| #  | Команда                     | В       | П       | %П      | Відст   |
| -- | --------------------------- | ------- | ------- | ------- | ------- |
| 1  | c-«Лос-Анджелес Лейкерс»    | 58      | 24      | .707    | –       |
| 2  | y-«Сан-Антоніо Сперс»       | 53      | 29      | .646    | 5       |
| 3  | x-«Фінікс Санз»             | 53      | 29      | .646    | 5       |
| 4  | x-«Сіетл Суперсонікс»       | 48      | 34      | .585    | 10      |
| 5  | x-«Портленд Трейл-Блейзерс» | 46      | 36      | .561    | 12      |
| 6  | x-«Денвер Наггетс»          | 45      | 37      | .549    | 13      |
|    |                             |         |         |         |         |
| 7  | «Канзас-Сіті Кінгс»         | 45      | 37      | .549    | 13      |
| 8  | «Даллас Маверікс»           | 38      | 44      | .463    | 20      |
| 9  | «Юта Джаз»                  | 30      | 52      | .366    | 28      |
| 9  | «Голден-Стейт Ворріорс»     | 30      | 52      | .366    | 28      |
| 11 | «Сан-Дієго Кліпперс»        | 25      | 57      | .305    | 33      |
| 12 | «Х'юстон Рокетс»            | 14      | 68      | .171    | 44      |

Легенда:
- z – Найкраща команда регулярного сезону НБА
- c – Найкраща команда конференції
- y – Переможець дивізіону
- x – Учасник плей-оф

## Плей-оф
Переможці пар плей-оф позначені жирним. Цифри перед назвою команди відповідають її позиції у підсумковій турнірній таблиці регулярного сезону конференції. Цифри після назви команди відповідають кількості її перемог у відповідному раунді плей-оф. Курсивом позначені команди, які мали перевагу власного майданчику (принаймні потенційно могли провести більшість ігор серії вдома).
|  | Перший раунд        | Перший раунд | Перший раунд |             |        | Півфінали конференції | Півфінали конференції | Півфінали конференції |  |   | Фінали конференції | Фінали конференції | Фінали конференції |   |  | Фінал НБА | Фінал НБА | Фінал НБА |
|  |                     |              |              |             |        |                       |                       |                       |  |   |                    |                    |                    |   |  |           |           |           |
|  |                     |              |              |             |        |                       |                       |                       |  |   |                    |                    |                    |   |  |           |           |           |
|  |                     | 1            | Лос-Анджелес | 4           |        |                       |                       |                       |  |   |                    |                    |                    |   |  |           |           |           |
|  |                     |              |              | 4           |        |                       |                       |                       |  |   |                    |                    |                    |   |  |           |           |           |
|  |                     |              | 5            | Портленд    | 1      |                       |                       |                       |  |   |                    |                    |                    |   |  |           |           |           |
|  | 4                   | Сіетл        | 5            | Портленд    | 1      | 0                     |                       |                       |  |   |                    |                    |                    |   |  |           |           |           |
|  | 4                   | Сіетл        |              |             |        | 0                     |                       |                       |  |   |                    |                    |                    |   |  |           |           |           |
|  | 5                   | Портленд     | 2            |             |        |                       |                       |                       |  |   |                    |                    |                    |   |  |           |           |           |
|  | 5                   | Портленд     | 2            |             |        |                       |                       |                       |  | 1 | Лос-Анджелес       | 4                  |                    |   |  |           |           |           |
|  | Західна конференція |              |              |             |        |                       |                       |                       |  | 1 | Лос-Анджелес       | 4                  |                    |   |  |           |           |           |
|  |                     | 2            | Сан-Антоніо  | 2           |        |                       |                       |                       |  |   |                    |                    |                    |   |  |           |           |           |
|  | 3                   | 2            | Сан-Антоніо  | 2           | Фінікс | 1                     |                       |                       |  |   |                    |                    |                    |   |  |           |           |           |
|  | 3                   |              |              |             | Фінікс | 1                     |                       |                       |  |   |                    |                    |                    |   |  |           |           |           |
|  | 6                   | Денвер       | 2            |             |        |                       |                       |                       |  |   |                    |                    |                    |   |  |           |           |           |
|  | 6                   | Денвер       | 2            |             | 6      | Денвер                | 1                     |                       |  |   |                    |                    |                    |   |  |           |           |           |
|  |                     |              |              |             | 6      | Денвер                | 1                     |                       |  |   |                    |                    |                    |   |  |           |           |           |
|  |                     |              | 2            | Сан-Антоніо | 4      |                       |                       |                       |  |   |                    |                    |                    |   |  |           |           |           |
|  |                     |              | 2            | Сан-Антоніо | 4      |                       |                       |                       |  |   |                    |                    |                    |   |  |           |           |           |
|  |                     |              |              |             |        |                       |                       |                       |  |   |                    |                    |                    |   |  |           |           |           |
|  |                     |              |              |             |        |                       |                       |                       |  |   |                    |                    |                    |   |  |           |           |           |
|  |                     |              |              |             |        |                       |                       |                       |  |   |                    | W1                 | Лос-Анджелес       | 0 |  |           |           |           |
|  |                     |              |              |             |        |                       |                       |                       |  |   |                    |                    |                    |   |  |           |           |           |
|  |                     | E1           | Філадельфія  | 4           |        |                       |                       |                       |  |   |                    |                    |                    |   |  |           |           |           |
|  |                     | E1           | Філадельфія  | 4           |        |                       |                       |                       |  |   |                    |                    |                    |   |  |           |           |           |
|  |                     |              |              |             |        |                       |                       |                       |  |   |                    |                    |                    |   |  |           |           |           |
|  |                     |              |              |             |        |                       |                       |                       |  |   |                    |                    |                    |   |  |           |           |           |
|  |                     | 1            | Філадельфія  | 4           |        |                       |                       |                       |  |   |                    |                    |                    |   |  |           |           |           |
|  |                     |              |              | 4           |        |                       |                       |                       |  |   |                    |                    |                    |   |  |           |           |           |
|  |                     |              | 5            | Нью-Йорк    | 0      |                       |                       |                       |  |   |                    |                    |                    |   |  |           |           |           |
|  | 4                   | Нью-Джерсі   | 5            | Нью-Йорк    | 0      | 0                     |                       |                       |  |   |                    |                    |                    |   |  |           |           |           |
|  | 4                   | Нью-Джерсі   |              |             |        | 0                     |                       |                       |  |   |                    |                    |                    |   |  |           |           |           |
|  | 5                   | Нью-Йорк     | 2            |             |        |                       |                       |                       |  |   |                    |                    |                    |   |  |           |           |           |
|  | 5                   | Нью-Йорк     | 2            |             |        |                       |                       |                       |  | 1 | Філадельфія        | 4                  |                    |   |  |           |           |           |
|  | Східна конференція  |              |              |             |        |                       |                       |                       |  | 1 | Філадельфія        | 4                  |                    |   |  |           |           |           |
|  |                     | 2            | Мілвокі      | 1           |        |                       |                       |                       |  |   |                    |                    |                    |   |  |           |           |           |
|  | 3                   | 2            | Мілвокі      | 1           | Бостон | 2                     |                       |                       |  |   |                    |                    |                    |   |  |           |           |           |
|  | 3                   |              |              |             | Бостон | 2                     |                       |                       |  |   |                    |                    |                    |   |  |           |           |           |
|  | 6                   | Атланта      | 1            |             |        |                       |                       |                       |  |   |                    |                    |                    |   |  |           |           |           |
|  | 6                   | Атланта      | 1            |             | 3      | Бостон                | 0                     |                       |  |   |                    |                    |                    |   |  |           |           |           |
|  |                     |              |              |             | 3      | Бостон                | 0                     |                       |  |   |                    |                    |                    |   |  |           |           |           |
|  |                     |              | 2            | Мілвокі     | 4      |                       |                       |                       |  |   |                    |                    |                    |   |  |           |           |           |
|  |                     |              | 2            | Мілвокі     | 4      |                       |                       |                       |  |   |                    |                    |                    |   |  |           |           |           |
|  |                     |              |              |             |        |                       |                       |                       |  |   |                    |                    |                    |   |  |           |           |           |

## Лідери сезону за статистичними показниками
| Показник                   | Гравець             | Команда                       | Результат |
| -------------------------- | ------------------- | ----------------------------- | --------- |
| Очки за гру                | Алекс Інгліш        | «Денвер Наггетс»              | 28.4      |
| Підбирання за гру          | Моузес Мелоун       | «Філадельфія Севенті-Сіксерс» | 15.3      |
| Передачі за гру            | Меджик Джонсон      | «Лос-Анджелес Лейкерс»        | 10.5      |
| Перехоплення за гру        | Майкл Рей Річардсон | «Голден-Стейт Ворріорс»       | 2.84      |
| Блокування за гру          | Трі Роллінс         | «Атланта Гокс»                | 4.29      |
| % влучань з гри            | Артіс Гілмор        | «Сан-Антоніо Сперс»           | .626      |
| % влучань штрафних кидків  | Келвін Мерфі        | «Х'юстон Рокетс»              | .920      |
| % влучань 3-очкових кидків | Майк Данліві        | «Сан-Антоніо Сперс»           | .345      |

## Нагороди НБА

### Щорічні нагороди
- Найцінніший гравець: Моузес Мелоун, «Філадельфія Севенті-Сіксерс»
- Новачок року: Террі Каммінгс, «Сан-Дієго Кліпперс»
- Захисний гравець року: Сідні Монкріф, «Мілвокі Бакс»
- Шостий гравець року: Боббі Джонс, «Філадельфія Севенті-Сіксерс»
- Тренер року: Дон Нельсон, «Мілвокі Бакс»
- Перша збірна всіх зірок:
  - Ларрі Берд, «Бостон Селтікс»
  - Сідні Монкріф, «Мілвокі Бакс»
  - Джуліус Ірвінг, «Філадельфія Севенті-Сіксерс»
  - Моузес Мелоун, «Філадельфія Севенті-Сіксерс»
  - Меджик Джонсон, «Лос-Анджелес Лейкерс»
- Збірна новачків НБА:
  - Джеймс Ворті, «Лос-Анджелес Лейкерс»
  - Квінтін Дейлі, «Чикаго Буллз»
  - Террі Каммінгс, «Сан-Дієго Кліпперс»
  - Кларк Келлог, «Індіана Пейсерз»
  - Домінік Вілкінс, «Атланта Гокс»
- Перша збірна всіх зірок захисту:
  - Боббі Джонс, «Філадельфія Севенті-Сіксерс»
  - Ден Раундфілд, «Атланта Гокс»
  - Моузес Мелоун, «Філадельфія Севенті-Сіксерс»
  - Сідні Монкріф, «Мілвокі Бакс»
  - Денніс Джонсон, «Фінікс Санз» (розділили)
  - Моріс Чікс, «Філадельфія Севенті-Сіксерс» (розділили)
- Друга збірна всіх зірок захисту:
  - Ларрі Берд, «Бостон Селтікс»
  - Кевін Макейл, «Бостон Селтікс»
  - Вейн Роллінс, «Атланта Гокс»
  - Майкл Купер, «Лос-Анджелес Лейкерс»
  - Ті Ар Данн, «Денвер Наггетс»

### Гравець тижня
| Тиждень                     | Гравець                                                                      |
| --------------------------- | ---------------------------------------------------------------------------- |
| 29 жовтня – 7 листопада     | Реджі Теус («Чикаго Буллз»)                                                  |
| 8 листопада – 14 листопада  | Келлі Трипучка («Детройт Пістонс»)                                           |
| 15 листопада – 21 листопада | Алекс Інгліш («Денвер Наггетс»)                                              |
| 22 листопада – 28 листопада | Ларрі Берд («Бостон Селтікс»)                                                |
| 29 листопада – 5 грудня     | Бак Вільямс («Нью-Джерсі Нетс»)                                              |
| 6 грудня – 12 грудня        | Ларрі Берд («Бостон Селтікс»)                                                |
| 13 грудня – 19 грудня       | Айзея Томас («Детройт Пістонс»)                                              |
| 20 грудня – 26 грудня       | Моріс Лукас («Фінікс Санз»)                                                  |
| 27 грудня – 2 січня         | Кікі Вандевеге («Денвер Наггетс»)                                            |
| 3 січня – 9 січня           | Мікі Джонсон («Нью-Джерсі Нетс»)                                             |
| 10 січня – 16 січня         | Алекс Інгліш («Денвер Наггетс»)                                              |
| 17 січня – 23 січня         | Джо Баррі Керролл («Голден-Стейт Ворріорс»)                                  |
| 24 січня – 30 січня         | Артіс Гілмор («Сан-Антоніо Сперс»)                                           |
| 31 січня – 6 лютого         | Моузес Мелоун («Філадельфія Севенті-Сіксерс»)                                |
| 7 лютого – 21 лютого        | Ларрі Ненс («Фінікс Санз»)                                                   |
| 22 лютого – 27 лютого       | Волтер Девіс («Фінікс Санз»)                                                 |
| 28 лютого – 6 березня       | Джон Дру («Юта Джаз»)                                                        |
| 7 березня – 13 березня      | Меджик Джонсон («Лос-Анджелес Лейкерс»)                                      |
| 14 березня – 20 березня     | Ендрю Тоні («Філадельфія Севенті-Сіксерс») Гас Вільямс («Сіетл Суперсонікс») |
| 21 березня – 27 березня     | Джефф Руленд («Вашингтон Буллетс»)                                           |
| 28 березня – 3 квітня       | Ларрі Берд («Бостон Селтікс»)                                                |
| 4 квітня – 10 квітня        | Меджик Джонсон («Лос-Анджелес Лейкерс»)                                      |
| 11 квітня – 17 квітня       | Майк Гленн («Атланта Гокс»)                                                  |

### Гравець місяця
| Місяць           | Гравець77                                                                     |
| ---------------- | ----------------------------------------------------------------------------- |
| жовтень/листопад | Ларрі Берд («Бостон Селтікс»)                                                 |
| грудень          | Ларрі Дру («Канзас-Сіті Кінгс») Моузес Мелоун («Філадельфія Севенті-Сіксерс») |
| січень           | Алекс Інгліш («Денвер Наггетс»)                                               |
| лютий            | Моузес Мелоун («Філадельфія Севенті-Сіксерс»)                                 |
| березень         | Джефф Руленд («Вашингтон Буллетс»)                                            |

### Новачок місяця
| Місяць           | Новачок                               |
| ---------------- | ------------------------------------- |
| жовтень/листопад | Террі Каммінгс («Сан-Дієго Кліпперс») |
| грудень          | Кларк Келлог («Індіана Пейсерз»)      |
| січень           | Террі Каммінгс («Сан-Дієго Кліпперс») |
| лютий            | Террі Каммінгс («Сан-Дієго Кліпперс») |
| березень         | Террі Каммінгс («Сан-Дієго Кліпперс») |

### Тренер місяця
| Місяць           | Тренер                                          |
| ---------------- | ----------------------------------------------- |
| жовтень/листопад | Скотті Робертсон («Детройт Пістонс»)            |
| грудень          | Біллі Каннінгем («Філадельфія Севенті-Сіксерс») |
| січень           | Пет Райлі («Лос-Анджелес Лейкерс»)              |
| лютий            | Губі Браун («Нью-Йорк Нікс»)                    |
| березень         | Стен Албек («Сан-Антоніо Сперс»)                |